# 앨런 카운티 워 메모리얼 콜리시엄
앨런 카운티 워 메모리얼 콜리시엄(영어: Allen County War Memorial Coliseum)는 미국 인디애나주 포트웨인에 위치한 실내 경기장이다. 과거 NBA 포트웨인 피스턴스와 IHL 포트웨인 코메츠 그리고 G 리그 포트웨인 매드 앤츠와 ECHL 포트웨인 코메츠의 홈 경기장으로 사용했다.
| NBA 올스타전 개최 경기장 |                                         |                    |
| 1952년                   | 1953년 앨런 카운티 워 메모리얼 콜리시엄 | 1954년             |
| 보스턴 가든              | 1953년 앨런 카운티 워 메모리얼 콜리시엄 | 매디슨 스퀘어 가든 |
|                          |                                         |                    |
|                          |                                         |                    |